# Thornburghiella umbrosa
Thornburghiella umbrosa är en tvåvingeart som beskrevs av Jezek 1992. Thornburghiella umbrosa ingår i släktet Thornburghiella och familjen fjärilsmyggor.
Artens utbredningsområde är Uzbekistan. Inga underarter finns listade i Catalogue of Life.